# ملعب أوتو زون
ملعب أوتو زون (بالإنجليزية: Auto Zone Park)‏ هو ملعب رياضي متعدد الأختصاصات يقع بمدينة ممفيس التي تقع في ولاية تينيسي ، يستعمل الملعب لكرة القاعدة و كرة القدم من جانب فريق ممفيس 901.